# Гвајана на Светском првенству у атлетици на отвореном 2017.
Гвајана је учествовала на Светском првенству у атлетици на отвореном 2017. одржаном у Лондону од 4. до 13. августа шеснаести пут, односно учествовала је на свим првенствима до данас. Репрезентацију Гвајане представљала су 2 такмичара који су се такмичили у 3 дисциплине.,
На овом првенству такмичари Гвајане нису освојили ниједну медаљу нити су остварили неки резултат.

## Учесници
Мушкарци:
- Винстон Џорџ — 200 м, 400 м
- Трој Дорис — Троскок

## Резултати

### Мушкарци
| Атлетичар    | Дисциплина | Лични рекорд | Квалификације | Квалификације | Полуфинале           | Полуфинале           | Финале               | Финале       | Детаљи                                      |
| Атлетичар    | Дисциплина | Лични рекорд | Резултат      | Место         | Резултат             | Место                | Резултат             | Место        | Детаљи                                      |
| ------------ | ---------- | ------------ | ------------- | ------------- | -------------------- | -------------------- | -------------------- | ------------ | ------------------------------------------- |
| Винстон Џорџ | 200 м      | 20,41        | 20,61 КВ      | 3. у гр 7     | 20,74                | 7. у гр. 3           | Није се квалификовао | 22 / 46 (50) | Архивирано на веб-сајту (2. септембар 2017) |
| Винстон Џорџ | 400 м      | 45,16 НР     | 46,02         | 8. у гр. 5    | Није се квалификовао | Није се квалификовао | Није се квалификовао | 35 / 49 (52) |                                             |
| Трој Дорис   | Троскок    | 17,18 НР     | 16,43         | 11. у гр. Б   |                      |                      | Није се квалификовао | 22 / 30 (31) | Архивирано на веб-сајту (19. април 2018)    |